# バッサラ・サムボウ
バッサラ・サムボウ（Bassala Sambou、1997年10月15日 - ）は、ドイツ・ハノーファー出身のサッカー選手。クルー・アレクサンドラFC所属。ポジションはFW。

## 経歴

### コヴェントリー・シティ
サムボウは15歳でコヴェントリー・シティFCに入団し、順調にステップアップを重ね、2015年に他の6人のユース選手と共にプロ契約を結んだ。
2015年11月7日、FAカップ1回戦のノーサンプトン・タウンFC戦にて途中交代でトップチームデビューを果たした。この2015-16シーズンは主にU-18リーグとU-21リーグでプレーしたが、25得点を記録した。

### エヴァートン
2016年6月3日、エヴァートンFCと3年契約を交わしたが、所属するのはU-23チームであり、機会を見てトップチームに昇格する予定となった。

### フォルトゥナ・シッタート
2019年7月23日、フォルトゥナ・シッタートと3年契約を交わした。

### クルー・アレクサンドラ
2022年1月27日、クルー・アレクサンドラFCに1年半契約で移籍した。

## 人物
ドイツのハノーファーで、セネガル出身の両親の下生まれたが、サムボウが7歳のときロンドンに移住した。

## タイトル
U-23エヴァートン
- プレミアリーグ2 : 2回 (2016-17, 2018-19)
- プレミアリーグ・カップ（英語版） : 1回 (2018-19)

[ラナース
- デンマーク・カップ : 1回 (2020-21)